# Бырама
Бырама (якут. Бырама) — село в Мегино-Кангаласском улусе Якутии России. Административный центр и единственный населённый пункт Холгуминского наслега. Население — 286 чел. (2021), большинство — якуты .

## География
Село расположено в центре региона на Центрально-Якутской равнине, в зоне тайги, в подзоне среднетаёжных лесов, на берегу озера Бырама.
Географическое положение
Расстояние до прежнего улусного центра — села Майя — 63 км., до нового центра — пгт Нижний Бестях — ? км.
Климат
В населённом пункте, как и во всем районе, климат резко континентальный, с продолжительным зимним и коротким летним периодами. Зимой погода ясная, с низкими температурами. Устойчивые холода зимой формируются под действием Сибирского антициклона. Средняя температура января −41…-42 °С, июля +17…+18 °С. Осадков выпадает 200—255 мм в год.

## История
Согласно Закону Республики Саха (Якутия) от 30 ноября 2004 года N 173-З N 353-III село возглавило образованное муниципальное образование Холгуминский наслег.

## Население
| 2002 | 2010 | 2012 | 2013 | 2014 | 2015 | 2016 | 2017 | 2018 | 2019 | 2020 |
| ---- | ---- | ---- | ---- | ---- | ---- | ---- | ---- | ---- | ---- | ---- |
| 347  | ↘294 | ↘293 | ↘288 | ↘286 | ↗298 | ↗301 | ↗303 | ↘290 | ↗291 | ↘288 |
| 2021 |      |      |      |      |      |      |      |      |      |      |
| ↘286 |      |      |      |      |      |      |      |      |      |      |

Национальный состав
Согласно результатам переписи 2002 года, в национальной структуре населения якуты составляли 87 % от общей численности населения в 347 чел..

## Инфраструктура
Животноводство (мясо-молочное скотоводство, мясное табунное коневодство).
Клуб, неполная средняя общеобразовательная школа, учреждения здравоохранения и торговли.

## Транспорт
Выезд на автодорогу республиканского значения «Амга».